# غاف أسود
غاف أسود (الاسم العلمي: Prosopis nigra)، هي نوع من الأشجار البقولية في أمريكا الجنوبية تعيش في منطقة غران تشاكو البيئية (على وجه الخصوص، المنطقة الانتقالية بين تشاكو الرطبة وتشاكو الجنوبية)، في الأرجنتين وباراغواي. تُعرف باسم الغَروبو نيغرو (algarrobo negro) باللغة الإسبانية، وتعني «شجرة الخروب السوداء» (أطلق عليها المستوطنون الإسبان هذا الاسم، كما فعلوا مع العديد من الأنواع الأخرى من جنس الغاف، بسبب تشابهها مع شجرة الخروب الأوروبية). كما يطلق عليه أيضًا اسم algarrobo dulce و algarrobo morado وalgarrobo amarillo (شجرة الخروب «الحلو» و«الأرجواني» و«الأصفر» على التوالي).
تزهر الشجرة في شهري سبتمبر وأكتوبر، وتؤتي ثمارها من نوفمبر إلى مارس. ينمو مع شجرة الغاف الوافر وتحت قمم نخيل الكوبرنيكية البيضاء. مثل الأنواع الأخرى من هذا الجنس، فإنه يتحمل المناخ الجاف، ولكن يمكنه أيضًا البقاء على قيد الحياة في الأراضي المغمورة بالفيضانات لفترة طويلة. جِلبهُ بني غامق وثقيل جدًا، يعتبره النجارون المحليون خشب نبيل، كما أنه مقاوم للعوامل الجوية، ويظهر خطوطًا.

## المصادر

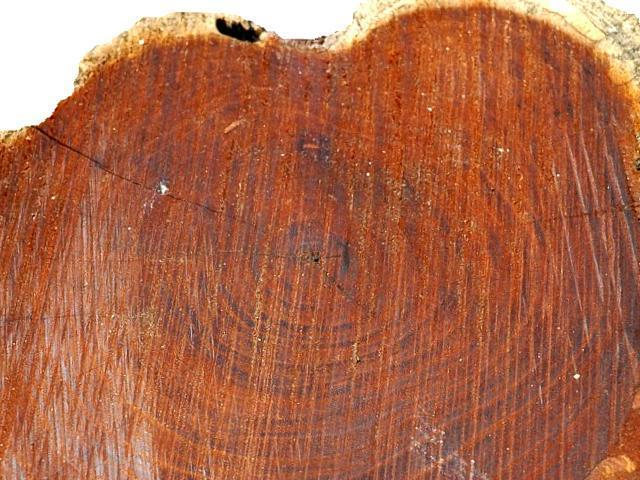
Detail of timber from Prosopis nigra